# Ръптли
Ръптли е информационна агенция, която е част от телевизионната компания RT и е със седалище в Берлин, Германия. Тя се финансира от държавния бюджет на Руската федерация. Официално открита на 4 април 2013 г.
Агенцията предоставя видеоклипове за политика, финанси, спорт, наука, технологии и развлечения. Предавания на руски, английски, арабски, немски, френски и испански. Работи на живо, предоставя информация на други агенции и уебсайтове, налична е услуга за видео по заявка.
Ръптли отразява събития в Русия, близки и далечни страни по различни теми. Средно Ръптли произвежда 1200 видеоклипа и 300 часа предавания на живо на месец.
Според Маргарита Симонян, главен редактор на RT, мисията на агенцията е „да се превърне в алтернативен ресурс в тесния пазар за професионални видео новини“.